# Alt-Apostolische Gemeinde
Die Alt-Apostolische Gemeinde (AAG) war eine sehr kleine, chiliastisch ausgerichtete Kirchengemeinschaft. Sie entstand als Abspaltung von der Neuapostolischen Kirche in der Zeit, als Friedrich Krebs diese als Stammapostel leitete. Ein Teil der Gläubigen widersetzte sich der im Jahrzehnt von 1890 bis 1900 wachsenden Tendenz, das Apostelamt immer stärker zu betonen und ihm absoluten Vorrang vor den anderen Ämtern zu geben. Sie hielten dies für eine unzulässige Neuerung und drückten mit der Namenswahl alt-apostolisch ihren Anspruch aus, dem „alten“ Glauben treu zu bleiben.

## Entstehung
Zentrale Figur in der Entstehung der Alt-Apostolischen Gemeinde (AAG) war Friedrich Strube, der innerhalb der Allgemeinen Christlichen Apostolischen Mission (ACAM) 1865 in Stapelburg im Harz (heute Stadtteil von Ilsenburg) versiegelt wurde.
Nach der Teilung der frühen neuapostolischen Bewegung 1878 in einen Zweig unter dem Propheten Geyer und einem unter Leitung des Apostels Preuß, folgte Strube dem Apostel Preuß und seinem damaligen Ältesten Krebs, wie fast alle Mitglieder der Harzgemeinden.
Am 25. Juli 1879 wurde Strube in Braunschweig zum Priester berufen. Kurze Zeit später wurde ihm der Charakter des Propheten zugeordnet, er diente in der Folgezeit als sogenannter „Priester-Prophet“ unter Apostel Menkhoff, nach 1881 unter Krebs, der zum Apostel gerufen worden war, in Stapelburg.
In den Folgejahren entstanden zwischen ihm und Krebs Konflikte; insbesondere die Rolle des Propheten bei der Rufung und Ordination von neuen kirchlichen Amtsträgern waren Konfliktstoff, denn Strube vertrat den Standpunkt, dass sich der Apostel bei der Rufung von neuen Amtsträger den Propheten zu beugen hätte. Krebs hingegen vertrat, dass der Apostel letztendlich nicht dem Propheten folgen müsse, sondern das apostolische Amt dem Propheten in allen Punkten übergeordnet sei. Nachdem Strube sich nicht mehr in der Lage sah, sich der apostolischen Autorität zu beugen, wurde er suspendiert und verließ die junge Neuapostolische Kirche.

## Entwicklung
Spätestens gegen Ende der 1890er Jahre schlossen sich etliche von Stammapostel Krebs suspendierte Amtsträger mit Strube zusammen, unter anderem der ebenfalls von Krebs 1898 suspendierte sogenannte „Stamm-Prophet“ August Hugo aus Bielefeld. Dieser war bei der Rufung von Apostel van Bemmel in den Niederlanden anwesend gewesen und war schon in die Konflikte innerhalb der Hersteld Apostolische Zendingkerk bei der Nachfolge des Apostels Schwarz involviert.
1898 schloss sich Robert Geyer an Strube und seine Alt-Apostolische Gemeinde an. Apostel Luitsen Hoekstra, 1897 für Nordamerika gerufen und ausgesondert, war wenige Jahre später in die Niederlande zurückgekehrt und schloss sich ebenfalls der Gemeinschaft an; jedoch nur kurzzeitig, denn nach kurzer Zeit kehrte er nach Konflikten in der AAG in die Niederländisch Reformierte Kirche zurück.
De AAG hatte nachweislich (teilweise sehr kleine) Gemeinden in Berlin, Braunschweig, Bielefeld, Frankfurt am Main, Griesheim, Hamburg, Stapelburg, Wernechen und Zeulenroda.
Robert Geyer stellte 1908/1909 Kontakt mit der Allgemeinen christlich apostolischen Mission her, worauf sich ein Teil der Alt-Apostolischen Gemeinde der ACAM anschloss.
Die Anhängerzahl der Alt-Apostolischen Gemeinde sank in den darauffolgenden Jahren. Gemeinden schlossen. Letztlich bestand nur noch die Gemeinde in Stapelburg. Kurz nach dem Zweiten Weltkrieg zählte die Alt-Apostolische Gemeinde weniger als 40 Mitglieder. 1950 wurde sie von der DDR verboten. Die Alt-Apostolische Gemeinde löste sich auf.